# عبد العزيز بن عبد القادر الجيلاني
عبد العزيز بن عبد القادر الجيلاني كان عالماً متواضعاً، وعظ ودرّس، وخرج على يديه كثير من العلماء، وكان قد غزا الصليبين في عسقلان وزار مدينة القدس ورحل جبال الحيال ومنها الجبل الذي سمي بإسمه جبل عبد العزيز وتوفي فيها سنة 602 هـ .

## نسبه وسيرته
أبو بكر عبد العزيز بن عبد القادر بن موسى بن عبدالله بن يحيى بن محمد بن داود بن موسى بن عبد الله بن موسى بن عبد الله بن الحسن بن الحسن بن علي بن أبي طالب بن عبد المطلب بن هاشم بن عبد مناف بن قصي بن كلاب بن مرة بن كعب بن لؤي بن غالب بن فهر بن مالك بن قريش بن كنانة بن خزيمة بن مدركة بن إلياس بن مضر بن نزار بن معد بن عدنان.
ولد أبي بكر عبد العزيز، في 27 شوال 532 هـ، تفقه على والده وسمع منه ومن ابن منصور وعبد الرحمن بن محمد القزاز، حدث ووعظ ودرس، كان بهيا متواضعا، رحل إلى الجزيرة وأستوطنها في سنة 580 هـ، بعد ان اشترك بغزوة عسقلان في فلسطين وكان من قادة جيش صلاح الدين، وعاش متنقلا بين بلدات الجزيرة الفراتية داعيا لمنهج والده، مع أولاده وأحفاده، إلى أن توفي في ديار الموصل سنة 602 هـ ومازال ضريحه شاخصا فيها .

## من ذريته
ومن ذريته جمال الدين محمد الهتاك بن عبد العزيز بن عبد القادر الجيلاني، وما زالت سلالته موجودة منهم السادة الحياليون ومنازلهم في الموصل وديالى وأنحاء بغداد، ومن ذريته آل حسام الدين بن نور الدين بن ولي الدين بن زين الدين الكيلاني النقيب، وذرية حسام الدين في ولديه آل محمد درويش بن حسام الدين وهم آل علي القادري النقيب وآل الآلوسي، وآل أبو الرب (بضم الراء) يسكنون في فلسطين وفي ولده يحيى بن حسام الدين ومن ذريتهم آل الحجية أولاد ولي الدين محمد بن عثمان بن يحيى بن حسام الدين وآل المطلك ذرية أبي بكر بن يحيى بن حسام الدين، وهذه الأُسر أشهر الأُسر من ذرية عبد العزيز بن عبد القادر الجيلاني في العراق .